# Xemeneia (Santa Coloma de Farners)
La Xemeneia és una obra industrial de Santa Coloma de Farners (Selva) inclosa a l'Inventari del Patrimoni Arquitectònic de Catalunya.

## Descripció
Es tracta d'una xemeneia industrial cilíndrica de rajol, situada damunt d'una base quadrada també de rajol. El conjunt és de poca alçada. El diàmetre de la base és més ample que el diàmetre del capdamunt, per tant s'estreny lleugerament. Hi ha quatre anelles metàl·liques de reforç que l'envolten repartides al llarg del mur, d'una d'elles en penja un focus de llum.
La xemeneia ha quedat inutilitzada enmig de noves construccions i annexos de la fàbrica, dins un pati interior.

## Història
L'empresa que actualment ocupa les instal·lacions que envolten la xemeneia es dedica al planxat i plegat de mitjons, però antigament havia estat primer una central elèctrica i després una tintureria. La tinturaria funcionava amb calderes als sotarranis i a través de corriols feien el tiratge per cremar.